# Jean Delaneau
Jean Delaneau, né le 29 août 1933 à Saint-Marcel et mort le 10 octobre 2018 à Tours, est un chirurgien et un homme politique français.

## Biographie
Jean Delaneau exerce la profession de chirurgien à Tours puis à Château-Renault.
Il est élu conseiller général du canton de Château-Renault en 1970 puis réélu consécutivement jusqu'en 2001 ; il est président du conseil général d'Indre-et-Loire de 1992 à 2001. Maire de Château-Renault de 1967 à 2001, puis d'Autrèche de 2001 à 2008, il est également président du conseil régional du Centre de 1979 à 1983.
Le 24 septembre 1974, il entre à l'Assemblée nationale comme député de la 2e circonscription d'Indre-et-Loire à la suite du décès de Pierre Lepage, dont il était le suppléant, et y demeure jusqu'en 1981. Devenu sénateur en 1983, il est réélu en 1992 et siège jusqu'en 2001. En octobre 1998, il est élu président de la commission des affaires sociales du Sénat.
En avril 1999, il est mis en examen par le juge d'instruction Xavier Rolland pour faux et usage de faux, et complicité de détournement de fonds publics, dans le cadre d'une affaire qui implique cinq hauts fonctionnaires de l'assemblée départementale d'Indre-et-Loire. Les motifs de mise en examen d'une particulière gravité s'effondrent au fur et à mesure de l'instruction. À l'audience du 30 septembre 2002, le tribunal correctionnel annule l'ordonnance de renvoi du juge d'instruction. Le tribunal de grande instance relaxe Jean Delaneau de tous les chefs d'accusation portés contre lui dans un jugement du 13 janvier 2005. Le parquet décide de ne pas faire appel.

## Synthèse des fonctions et des mandats

### Mandats locaux
- 1967-2001 : maire de Château-Renault.
- 2001-2008 : maire d'Autrèche.
- 1970-2001 : conseiller général du canton de Château-Renault.
- 1992-2001 : président du Conseil général d'Indre-et-Loire.
- 1979-1983 : président du Conseil régional du Centre.

### Mandats parlementaires
- 2 avril 1978-22 mai 1981 : député de la 2e circonscription d'Indre-et-Loire.
- 3 octobre 1983-1er octobre 1992 : sénateur d'Indre-et-Loire.
- 2 octobre 1992-30 septembre 2001 : sénateur d'Indre-et-Loire.

### Autres fonctions
- Président de l'Association des maires d'Indre-et-Loire (1995-2008).
- Président d'honneur de l'Association nationale France-Canada (1996-2001).
- Membre titulaire de l'Académie des sciences d'outre-mer (2010-2018).

## Distinction
- Chevalier de la Légion d'honneur.